# Autosomal-dominante Keratitis
Die autosomal-dominante Keratitis (oder hereditäre Keratitis)  ist eine sehr seltene angeborene Erkrankung mit den Hauptmerkmalen Trübung der Hornhaut mit Vaskularisation, häufig zusammen mit einer Hypoplasie der Makula.
Die Erstbeschreibung stammt aus dem Jahre 1986 von der US-amerikanischen Augenärztin Jane D. Kivlin und Mitarbeiter.

## Verbreitung
Die Häufigkeit ist nicht bekannt, die Vererbung erfolgt autosomal-dominant.

## Ursache
Der Erkrankung liegen Mutationen im PAX6-Gen auf Chromosom 11 Genort p13 zugrunde, welches für ein Gen der paired box gene Familie kodiert.

## Klinische Erscheinungen
Klinische Kriterien sind:
- Hornhauttrübung mit Gefäßeinsprossungen
- häufig Hypoplasie der Makula

## Differentialdiagnose
Abzugrenzen sind die verschiedenen Formen der Hornhautdystrophie.